# Dobray György
Dobray György (Budapest, 1942. március 8. – 2024. augusztus 28.) Balázs Béla-díjas magyar filmrendező, producer, operatőr, író, forgatókönyvíró.

## Életpályája
A gimnázium elvégzése után 1961-ben vették föl a Színház- és Filmművészeti Főiskola operatőr főtanszakára, ahol 1965-ben kapott diplomát. Első filmjei rendezőként dokumentumfilmek voltak, mint például a Munkashow, mellyel 1971-ben elnyerte a Miskolci dokumentumfilm-fesztivál nagydíját. Ezután külsősként rengeteg irodalmi és dokumentumfilmet rendezett a Magyar Televízióban, majd 1979-ben elkészíthette Az áldozat című első játékfilmjét.
Az 1980-as években több filmes siker fűződik a nevéhez, így a Vérszerződés, a Szerelem első vérig című film, melyet rövidesen követett a Szerelem második vérig. Utóbbi két film elsősorban a tizenévesek rajongását nyerte el, miközben Dobray a hazai színészi élet legjava mellett szokásához híven amatőr színészeket (Szilágyi Mariann, Beri Ary) is foglalkoztatott főszerepben. A K – Film a prostituáltakról (Rákóczi tér) és K2 – Film a prostituáltakról (éjszakai lányok) című dokumentumfilmjei, melyek a hazai prostitúció látképét adták, 1988-ban és 1989-ben nagy botrányt okoztak, annak ellenére, hogy Dobray később beismerte: a filmek egyes jelenetei előre beállítottak voltak. A K és K2 nyomán Dobray György íróként is bemutatkozott, mindkét történet könyv alakban is megjelent és eladási rekordokat döntött.
1991-es Szerelmes szívek című játékfilmjében Szandi énekesnő játszotta a főszerepet. 2005-ben készült, Gólyamese című dokumentumfilmje, mely egy örökbefogadás történetét dolgozza fel, több fesztiválon szerepelt, és a 37. Magyar Filmszemle legjobb dokumentumfilm-rendezés díját nyerte el.

## Filmjei
- Az áldozat (1979)
- A Mi Ügyünk, avagy az utolsó hazai maffia hiteles története I-II. (1980) TV
- Vérszerződés (1982)
- Szálka hal nélkül I-VI. (1983) tv-sorozat
- Szerelem első vérig (1985)
- Szerelem második vérig (1987)
- K – Film a prostituáltakról (Rákóczi tér) (1988)[5]
- K2 – Film a prostituáltakról (Az éjszakai lányok) (1989)[6]
- Szerelmes szívek (1991)
- Rádióaktív BUÉK! (1993) TV
- Szerelem utolsó vérig (2001)
- Gólyamese (dokumentumfilm, 2005)
- 4X100 (2006)
- Hús-Vétek (2008)
- In memoriam Gyurkovics Tibor (dokumentumfilm, 2017)
- Próbajáték (dokumentumfilm, , 2017)
- Farsang (kisjátékfilm, 2018)
- Ketten (dokumentumfilm, 2018)
- Kövek (dokumentumfilm, 2020)

## Könyvek
- Dobray György–Juhász Sándor: Az áldozat. Magyar bűnügyi film; szerk. Lugosi L. László; Mafilm-Hunnia Studió–Mokép, Budapest, 1980
- Éjszakák és nappalok prostituáltakkal; a K és K2 című kétrészes filmben szerepelt és azokból kimaradt szövegek alapján sajtó alá rend. Kristóf Attila; Szabad Tér, Budapest, 1989

## Díjai, elismerései
- Balázs Béla-díj (2010)
- 37. Magyar Filmszemle – A legjobb dokumentumfilmrendezés díja (Gólyamese)